# Bilanzrezession
Eine Bilanzrezession (englisch balance sheet recession) ist in der Volkswirtschaftslehre ein von Richard Koo geprägter Begriff, der einen Zustand beschreibt, in dem, insbesondere nach einer Finanzkrise, nicht nur die Privathaushalte, sondern auch der Sektor der Unternehmen spart (Investitionen verringert oder aussetzt, seinen Finanzierungsbedarf zu reduzieren trachtet), im Extremfall Nettoüberschüsse erzielt.

## Allgemeines
Bilanzrezession ist eine besondere Art von Rezession, in der die Bilanzen des Privatsektors nach dem Platzen einer Vermögensblase in eine Schieflage geraten, weil die Vermögenswerte auf der Aktivseite stark fallen, während die Verbindlichkeiten auf der Passivseite weiter bedient werden müssen. Unternehmen einschließlich der Kreditinstitute versuchen durch Sparen Wertverluste bei Vermögenswerten, die abgeschrieben werden mussten, allmählich wieder auszugleichen oder aufzuholen.
Bilanzrezessionen können zu längerfristiger Stagnation führen, da der private Sektor sich bemüht, seine Bilanzen in Ordnung zu bringen, wofür er seine Ausgaben drastisch reduziert. Damit fehlen der Konjunktur Einnahmen, so dass der Sektor Staat die Gegenposition als Schuldner einnehmen muss, um den Ausgabenverzicht aus Investitions- wie Konsumzurückhaltung der Privaten auszugleichen.

## Beispiel
Das Beispiel der Wirtschaft Japans zeigt, dass dies Jahre oder Jahrzehnte dauern kann. In einer Bilanzrezession wie in Japan führt eine durch die Zentralbank finanzierte Staatsverschuldung keineswegs zu Inflation, da sich während dieser Phase die Nettokreditaufnahme der privaten Sektoren (Unternehmen und Konsumenten) unabhängig vom Zinsniveau rückläufig verhält. Nur noch mittels erhöhter staatlicher Aufwendungen kann weiterer Konjunktureinbruch unterbunden werden.

## Rezeption
John Maynard Keynes sprach 1936 bereits von Investitions- und Liquiditätsfalle sowie von Gleichgewicht bei Unterbeschäftigung, und schon 1931/32 stellte der deutsche Ökonom Wilhelm Lautenbach fest, dass die Unternehmen nicht investieren (auch nicht bei einem Zinssatz von nur 1 %), wenn diese ihre Produktion nicht absetzen können und das Angebot billigen Kredits lieber nützen, um bestehende Verbindlichkeiten zu konsolidieren als neu zu investieren. Richard Koos Erläuterungen sind insofern nicht neu, dennoch wurde die begriffliche Zuordnung balance sheet recession durch ihn geprägt. Das Verhalten der Unternehmen und der Konsumenten während der Bilanzrezession relativiert die (neo-)klassischen Gleichgewichtstheorien, wonach kein Ungleichgewicht zwischen Sparen und Investitionen (ex ante) entstehen könnte.